# Rebekah Stott
Rebekah Stott, född 17 juni 1993 i Papamoa, Nya Zeeland, är en nyzeeländsk fotbollsspelare som spelar försvarare för den engelska klubben Brighton & Hove Albion WFC. Dessförinnan spelade hon bland annat för australiensiska Melbourne Victory FC.

## Spelarkarriär

### Landslaget
Som ung spelade hon för det australiska U-17 och U-20-landslaget, men sedan juni 2012 spelar hon istället för Nya Zeeland, det land där hon föddes.
I juli 2012 bekräftades det att hon var uttagen till Nya Zeelands landslag för matcherna i de Olympiska sommarspelen 2012. Dock spelade hon inte i någon av lagets matcher i OS. 2013 deltog hon i landslagets alla fyra matcher i Valais Cup, inklusive den historiska 1-0-segern över Brasilien och 4-0-segern över Kina i finalen.